# 2019年印度普爾瓦馬襲擊
2019年印度普爾瓦馬襲擊發生在2019年2月14日，當日載有中央后备警察部队安全部隊人員的車隊在查謨斯利那加國家高速公路上行駛時，在印度查谟-克什米尔邦普爾瓦馬縣阿瓦恩蒂波拉附近的利法普勒遭遇汽車自殺式襲擊，造成46名安保人員殉職，施襲者亦同告身亡，活躍在巴基斯坦的伊斯蘭武裝組織穆罕默德軍承認策劃襲擊。据印度媒体报道，該組織首腦馬蘇德·阿查爾過去多次被中華人民共和國於聯合國動用否決權，否决將其列為國際恐怖份子的动议，當地男子阿迪爾·艾哈邁德·達爾（Adil Ahmad Dar）被確認為施襲者。
該事件是2019年印巴武裝衝突的導火索。

## 背景
中央后备警察部队，簡稱CRPF，是印度民政事務部轄下最大規模的中央準軍事部隊，主要為地方警察部隊遇到突發事件時提供支援。根據觀察家研究基金會的拉茲史華利·皮萊拉·賈戈帕蘭（Rajeswari Pillai Rajagopalan），后备警察部队對比正式軍隊接受較少訓練，亦沒有軍隊般精良。
2015年起，以巴基斯坦為基地的武裝分子在克什米爾高調地發動越來越多針對印度安全部隊的自殺式襲擊。
- 2015年7月，3名槍手襲擊古尔达斯普尔的巴士和一處警察局
- 2016年初，4至6名槍手發動2016年帕坦科特襲擊（英语：2016 Pathankot attack），襲擊帕坦科特空軍基地（英语：Pathankot Air Force Station）[8]
- 2016年2月和6日，武裝分子在帕姆波雷發動2016年帕姆波雷襲擊（英语：2016 Pampore attack），分別造成9名和8名安保人員身亡
- 2016年9月，四名施襲者在烏烈（英语：Uri, Jammu and Kashmir）的印度陸軍軍旅總部發動2016年烏烈襲擊，造成19名士兵喪生
- 2017年12月31日，位於利法普勒（英语：Lethapora）的特工隊訓練中心遭到武裝分子襲擊，造成5名安保人員死亡

上述的襲擊都發生在查謨斯利那加國家高速公路的鄰近地區，这次襲擊也不例外。

## 襲擊
| 邦              | 人數 |
| --------------- | ---- |
| 北方邦          | 12   |
| 拉贾斯坦邦      | 5    |
| 旁遮普邦        | 4    |
| 奥里萨邦        | 2    |
| 北阿坎德邦      | 2    |
| 比哈尔邦        | 2    |
| 马哈拉施特拉邦  | 2    |
| 西孟加拉邦      | 2    |
| 泰米尔纳德邦    | 2    |
| 阿萨姆邦        | 1    |
| 卡纳塔克邦      | 1    |
| 查谟-克什米尔邦 | 1    |
| 喜马偕尔邦      | 1    |
| 喀拉拉邦        | 1    |
| 贾坎德邦        | 1    |
| 中央邦          | 1    |
| 總共            | 40   |

2019年2月14日，由78架車輛、接載超過2500名中央后备警察部队隊員的車隊由贾姆穆經印度高速公路44號前往斯利那加。鑑於高速公路已經關閉了兩日，因此是次車隊的人數比以往多。車隊在當地時間約凌晨3時半離開贾姆穆，預計日落前抵達目的地。
下午3時15分左右，車隊抵達阿瓦恩蒂波拉附近的巴勒環雅浦 ，此時載有爆炸品的馬辛德拉天蠍运动型多用途车撞向車隊中的一輛巴，引發爆炸，造成第76營的46名后备警察部队隊員身亡，另外多人受傷。傷者被送往斯利那加的軍事基地醫院。
以巴基斯坦為總部的武裝組織穆罕默德軍承認策劃襲擊，並發布一段影片。影片中的主角為22歲施襲者－阿迪爾·艾哈邁德·達爾，別名阿迪爾·艾哈邁德·加迪·塔格勒廖偉拿（Adil Ahmad Gaadi Takranewala）、華革斯特攻隊（Waqas Commando），在卡卡波拉高中肄業，2018年參加穆罕默德軍。巴基斯坦否認與襲擊有任何聯繫，亦否認和穆罕默德軍領袖馬蘇德·愛資哈爾能在巴國自由行動。
2019年印度普爾瓦馬襲擊乃1989年後針對國家安保人員的傷亡最慘重襲擊。該事件成為2019年印巴武裝衝突的導火索。

## 調查
国家调查局的12人團隊將會連同查謨克什米爾警察調查是次襲擊。初步調查認為肇事車輛載有超過300公斤的爆炸物，包括80公斤的黑索金。

## 反應

### 國內
- 印度
  - 总理纳伦德拉·莫迪在推特發文：「針對普爾瓦馬中央后备警察部队安保人員的襲擊是卑鄙的，我強烈譴責這次歹毒的襲擊。英勇中央后备警察部队員的犧牲將不會被白白浪費。整個國家將會與勇敢的烈士家屬並肩而立。我們謹希望那些受傷的盡早康復。」莫迪補充：「我向在普爾瓦馬襲擊中喪生的士兵致敬，我們的安全部隊獲得了充分的自由，我們對他們的勇氣滿有信心，恐怖分子將要付出沉重代價。」
  - 民政事務部長（英语：Minister_of_Home_Affairs_(India)）拉杰納特·辛格保證將會對恐怖襲擊作出強而有力的回應[5]。

### 國際
- 巴基斯坦：外交部在新聞稿中正式否認與襲擊有任何聯繫[16]。

- 尼泊尔：尼泊爾總理卡德加·普拉萨德·奥利致電印度總理纳伦德拉·莫迪，就安保人員的死表達哀悼[17]。

- 俄羅斯：俄羅斯駐印度大使館發表聲明，「譴責任何方式和表現的恐怖主義，重申需要在沒有任何雙重標準下以決定性和合作形式的方法抗爭如此不人道手段。我們謹向悲傷的死者家屬並希望傷者盡早康復[18]。」

- 新加坡：新加坡外交部長維文表示「聽聞在普爾瓦馬發生的殘暴恐怖襲擊導致悲慘死傷後，自己感到很難過。請接受我向受害者和失去了親人的家屬的衷心哀悼。新加坡強烈譴責如此無謂的恐怖主義行為，我們的禱告和思念與印度人民同在，我們亦希望傷者能夠盡早康復[19]。」

- 斯里蘭卡：斯里兰卡总统邁特里帕拉·西里塞納譴責襲擊並表示「對於恐怖襲擊殺死了40名中央后备警察部队駐南克什米爾巴勒環雅浦（Balawanapur）的二等兵深感悲痛。全球必定要譴責如此殘酷的恐怖襲擊，並採取有效行動，避免類似事件再發生[20]。」總理拉尼尔·维克勒马辛哈稱是次襲擊乃1989年以來最為慘重[21]。

- 阿联酋：阿聯酋外交部譴責是次恐怖襲擊，表達哀悼並呼籲國際社會團結，對抗對全球安全及穩定性造成威脅的極端主義和恐怖主義[22]。

- 美国：美國駐印度大使（英语：United States Ambassador to India）肯尼斯·傑斯特（英语：Kenneth Juster）在推特發文：「美國駐印度的使領人員強烈譴責今日查謨-克什米爾邦的恐怖襲擊。我們向死傷者家屬傳達衷心的哀悼。美國與印度站在同一陣線，對抗並擊潰恐怖主義[23][24][25]。」

 法國、 、 不丹、 马来西亚亦譴責襲擊。

### 政府間國際組織
- 联合国：联合国秘书长安东尼奥·古特雷斯發言人斯特凡·杜加里克在每日例行記者會上表示：「我們強烈譴責今日在查謨-克什米爾邦普爾瓦馬區的襲擊，並向死者家屬、政府和印度人民表達我們最深切的哀悼[26]。」